# Section
Section és una població a l'estat d'Alabama dels Estats Units d'Amèrica

## Demografia
Segons el cens del 2000 Section tenia 769 habitants, 321 habitatges, i 228 famílies La densitat de població era de 64,8 habitants/km².
Dels 321 habitatges en un 27,7% hi vivien nens de menys de 18 anys, en un 56,1% hi vivien parelles casades, en un 12,1% dones solteres, i en un 28,7% no eren unitats familiars. En el 25,9% dels habitatges hi vivien persones soles el 14% de les quals corresponia a persones de 65 anys o més que vivien soles. El nombre mitjà de persones vivint en cada habitatge era de 2,4 i el nombre mitjà de persones que vivien en cada família era de 2,88.
Per edats la població es repartia de la següent manera: un 21,2% tenia menys de 18 anys, un 8,5% entre 18 i 24, un 24,3% entre 25 i 44, un 30,9% de 45 a 60 i un 15,1% 65 anys o més.
L'edat mediana era de 42 anys. Per cada 100 dones hi havia 84,9 homes. Per cada 100 dones de 18 o més anys hi havia 82,5 homes.
La renda mediana per habitatge era de 31.500 $ i la renda mediana per família de 37.115 $. Els homes tenien una renda mediana de 29.205 $ mentre que les dones 20.781 $. La renda per capita de la població era de 17.036 $. Aproximadament el 15% de les famílies i el 16,3% de la població estaven per davall del llindar de pobresa.

## Poblacions properes
El següent diagrama mostra les poblacions més properes.